# 中原ひとみ (柔道)
中原 ひとみ（なかはら ひとみ、1961年 - ）は、熊本県出身の日本の柔道家。現役時代は48kg級の選手で、日本電気に所属していた。

## 人物
1979年の体重別50kg級では山口香に敗れるも2位となった。1982年の体重別では48kg級に出場して優勝を果たして世界柔道選手権代表に選出された。世界選手権では3回戦でイギリスのカレン・ブリッグスに巴投で敗れるものの、その後敗者復活戦を勝ち上がって3位となった。さらに福岡国際では1983年から2年続けて3位となった。1984年の体重別では決勝で岡山県総合グランド事務所の樫本共加に敗れて世界柔道選手権代表にはなれなかった。1985年のアジア選手権では決勝で中国の李愛月に敗れるが2位となった。

## 主な戦績
- 1979年　- 体重別　2位
- 1982年　- 体重別 優勝
- 1982年　- 世界柔道選手権　3位
- 1983年　- 福岡国際　3位
- 1984年　- 体重別　2位
- 1984年　- 福岡国際　3位
- 1985年　- アジア選手権　2位